# 城堡塔
城堡塔（Schlossturm）位于杜塞尔多夫老城的城堡广场（Burgplatz），设有航海博物馆（Schifffahrtsmuseum）。城堡塔的歷史可以追溯到13世纪。起初塔只有3層，1552年加裝第四層。